# Robert Sjursen
Robert Emanuel Sjursen-Rafto (Bergen, 8 marzo 1891 – Bergen, 21 luglio 1965) è stato un ginnasta norvegese.

## Palmarès

### Olimpiadi
- 1 medaglia:
  - 1 oro (Stoccolma 1912 nel concorso libero a squadre)